# Peleș (okręg Alba)
Peleș – wieś w Rumunii, w okręgu Alba, w gminie Sohodol. W 2011 roku liczyła 51 mieszkańców.